# 寿平铁路
寿平铁路是一条连接潍坊市、东营市、淄博市与滨州市的货运铁路，由地方和企业筹资建设，东起寿光市的益羊铁路田柳站，西至邹平市孙镇，规划正线长110.774公里。其中，寿光至博兴段为新建的寿光西-华泰铁路与既有的兴广铁路（博兴-广饶铁路）合并而来，称为曹寿铁路；博兴至邹平段截至2024年11月未有实质性建设。

## 线路

### 曹寿铁路

#### 兴广铁路 (曹王-华泰段)
该段为全国首条由县级政府投资建设的跨市铁路，结束了广饶县不通铁路的历史。线路起自博兴县内淄东铁路曹王站，向东新设兴福、李鹊、华泰3站，全长35公里。另设有支线通往广饶物流园区。

#### 华泰-田柳段
该段于2010年2月通过山东省发展和改革委员会立项，起自益羊铁路田柳站，利用益羊铁路寿光城区改线至寿光西站，向西新建线路至华泰站，全长36.84公里，新设化龙站。

### 曹王-邹平段
该段于2010年12月通过山东省发展和改革委员会立项，全长38.9公里，邹平境内全长约13公里。

## 运营公司
山东寿平铁路有限公司成立于2010年12月，由山东高速轨道交通集团发起并控股，龙口港集团有限公司、桓台县兴桓铁路投资有限公司、邹平县交通基础设施投资有限公司、中融新大集团有限公司等5家股东共同出资组建，注册资本8.36亿元。该公司负责曹寿铁路的建设与管理，并将华泰集团投资兴建的兴广铁路收购。曹寿铁路的运营则交由山东高速轨道交通集团有限公司益羊铁路管理处。

## 历史
- 2005年9月15日，兴广铁路开工建设。[10]
- 2010年11月11日，兴广铁路全线贯通，但闲置直至2014年。[3][4][11]
- 2012年11月22日，寿光-广饶段开工建设。[2]
- 2013年3月29日，山东寿平铁路公司代表山东省地方铁路局签约收购华泰集团的兴广铁路股权。[11]
- 2013年7月31日，曹寿铁路主体完工。[1]
- 2014年2月1日，兴广铁路通车运营。[12]
- 2014年12月9日，曹寿铁路通车运营。[9][13][14]